# پتوراتزا جریمانی
پتوراتزا جریمانی (به ایتالیایی: Pettorazza Grimani) یک کومونه در ایتالیا است که در استان روویگو واقع شده‌است. پتوراتزا جریمانی ۲۱٫۵ کیلومتر مربع مساحت و ۱٬۶۹۸ نفر جمعیت دارد و ۳ متر بالاتر از سطح دریا واقع شده‌است.